# Révai Kereskedelmi, Pénzügyi és Ipari Lexikona
A Révai Kereskedelmi, Pénzügyi és Ipari Lexikona, alcímén A modern üzleti élet enciklopédiája egy nagy terjedelmű magyar közgazdasági ismerettár a két világháború közötti időből.

## Jellemzői
Az előszó szerint a Révai Irodalmi Intézet már A magyar kereskedő könyve című négy kötetes enciklopédia lezárásakor foglalkozott azzal, hogy folytatásaként kereskedelmi lexikont is közre ad. Ezt azonban megakadályozta az I. világháború kitörése és azt követő politikai–gazdasági események. Azonban: :„Időközben a Magyar Kereskedő Könyve, amelyből sok ezren merítettek okulást, az utolsó példányig elfogyott, ami a kérdést más oldalról tette időszerűvé. A gazdasági helyzet, igaz, ma sem rózsás, de a kiadó irodalmi intézet úgy véli, hogy erkölcsi kötelessége az eljövendő gazdasági megszilárdulásnak elébe menni s a konszolidációt a maga módja szerint és a maga eszközével: a jó könyvvel előmozdítani. Így határozódott el ennek a műnek a létrejövetele.”
Az alkotás végül 1929 és 1931 között jelent meg Budapesten A magyar kereskedő könyvét is szerkesztő Schack Béla szerkesztésében „árukereskedelemben, pénz- és biztosítóintézetekben, őstermelő- és ipari üzemekben, forgalmi szolgálatban működők, e pályákra készülők, az üzleti élettel vonatkozásban levő köztisztviselők, bírák, ügyvédek, tanárok, valamint gazdasági irányú főiskolák és középfokú intézetek látogatói részére.” A 4 kötetes, és összességében több mint 1700 oldal szöveget (valamint mellékletként arcképeket, fényképeket, táblázatokat) tartalmazó mű a magyar nyelven megjelent kevés számú nagyobb közgazdasági lexikon egyike máig. Reprint vagy elektronikus kiadása nincs. Ritkasága miatt az antikváriusi kínálat mellett olykor árverési tételként is előfordul.
A vele egyidőben megjelenő Athenaeum Rt.-féle Közgazdasági enciklopédiától szócikkeinek rövidségében, áttekinthetőségében tér el.

## Kötetbeosztás
Az egyes kötetek a következők voltak:
| Kötetszám | Kötetcím                                     | Kiadási év | Oldalszám |
| --------- | -------------------------------------------- | ---------- | --------- |
| I.        | A–D                                          | 1929       | 432       |
| II.       | E–Kéz                                        | 1930       | 479       |
| III.      | Kg–Ö                                         | 1931       | 390       |
| IV.       | P–Zs. Idegen szók és szólások. Kiegészítések | 1931       | 421       |